# Zhang Shujing
Zhang Shujing, född 13 september 1978, är en friidrottare från Kina. Hon deltog vid olympiska sommarspelen 2004 och olympiska sommarspelen 2008.